# Paul Hasluck
Paul Meernaa Caedwalla Hasluck, KG, GCMG, GCVO, KStJ (1 de abril de 1905 – 9 de janeiro de 1993) foi um historiador, poeta e político australiano liberal, que serviu como Governador-geral da Austrália. Foi Ministro dos Territórios de 1951 até 1963, quando se tornou Ministro da Defesa. Em 1964, tornou-se Ministro das Relações Exteriores até 1969, quando é nomeado 17.º Governador-geral da Austrália, cargo exercido até 1974.

## Vida
Hasluck nasceu em Fremantle, Austrália Ocidental, e frequentou a Perth Modern School e a University of Western Australia. Após a formatura, ele ingressou na universidade como membro do corpo docente, tornando-se um leitor de história. Hasluck ingressou no Departamento de Relações Exteriores durante a Segunda Guerra Mundial e serviu como o primeiro Representante Permanente da Austrália nas Nações Unidas de 1946 a 1947. Mais tarde, ele contribuiria com dois volumes para a Austrália na Guerra de 1939–1945, a história oficial do envolvimento da Austrália na guerra.
Em 1949, Hasluck foi eleito para o parlamento federal pelo Partido Liberal, vencendo a Divisão de Curtin. Em 1951, menos de dois anos após entrar na política, foi nomeado Ministro dos Territórios do Governo de Menzies Em seus doze anos no cargo, ele iniciou transições para o autogoverno nos territórios da Austrália, incluindo Nauru, Papua Nova Guiné e Território do Norte. Hasluck mais tarde serviu como Ministro da Defesa (1963–1964) e Ministro das Relações Exteriores (1964–1969). Seu mandato nessas posições cobriu o envolvimento da Austrália no Confronto Indonésia-Malásia e os primeiros anos da Guerra do Vietnã.
Após o desaparecimento de Harold Holt, Hasluck concorreu sem sucesso na eleição para a liderança liberal. Ele inicialmente permaneceu no gabinete do novo primeiro-ministro, John Gorton, mas em 1969 Gorton o indicou para substituir Lord Casey como governador-geral. Em seus cinco anos no cargo, Hasluck viu dois adversários políticos anteriores (William McMahon e Gough Whitlam) se tornarem primeiro-ministro; ele manteve boas relações de trabalho com ambos. Na aposentadoria, ele foi um autor prolífico, publicando uma autobiografia, vários volumes de poesia e vários trabalhos sobre a história australiana.

## Publicações (seleção parcial)

### Poesia
- Hasluck, Paul (1939). Into the desert. Claremont, W.A.: Freshwater Bay Press
- Collected Verse, Hawthorn Press, 1969.
- An Open Go, Hawthorn Press, 1971.
- The Poet in Australia, Hawthorn Press, 1975.
- Dark Cottage (poems), Freshwater Bay Press, 1984.

### Política
- Black Australians: A Survey of Native Policy in Western Australia, 1829–1897, Melbourne University Press (Melbourne), 1942, 2ª edição, 1970.
- Workshop of Security, F. W. Cheshire, 1948.
- The Government and the People, Australian War Memorial, Volume I: 1939–41, 1951, Volume II: 1942–45, 1970.
- Native Welfare in Australia, P. Brokensha, 1953.
- A Time for Building: Australian Administration in Papua-New Guinea, 1951–1963, Melbourne University Press, 1976.
- The Office of Governor-General, (PDF) Melbourne University Press, 1979.
- Sir Robert Menzies, Melbourne University Press, 1980.
- Diplomatic Witness: Australian Foreign Affairs, Melbourne University Press, 1980.
- Shades of Darkness: Aboriginal Affairs, 1925–1965, Melbourne University Press, 1988.
- The Chance of Politics, ed. Nicholas Hasluck, Text Pub. (Melbourne), 1997

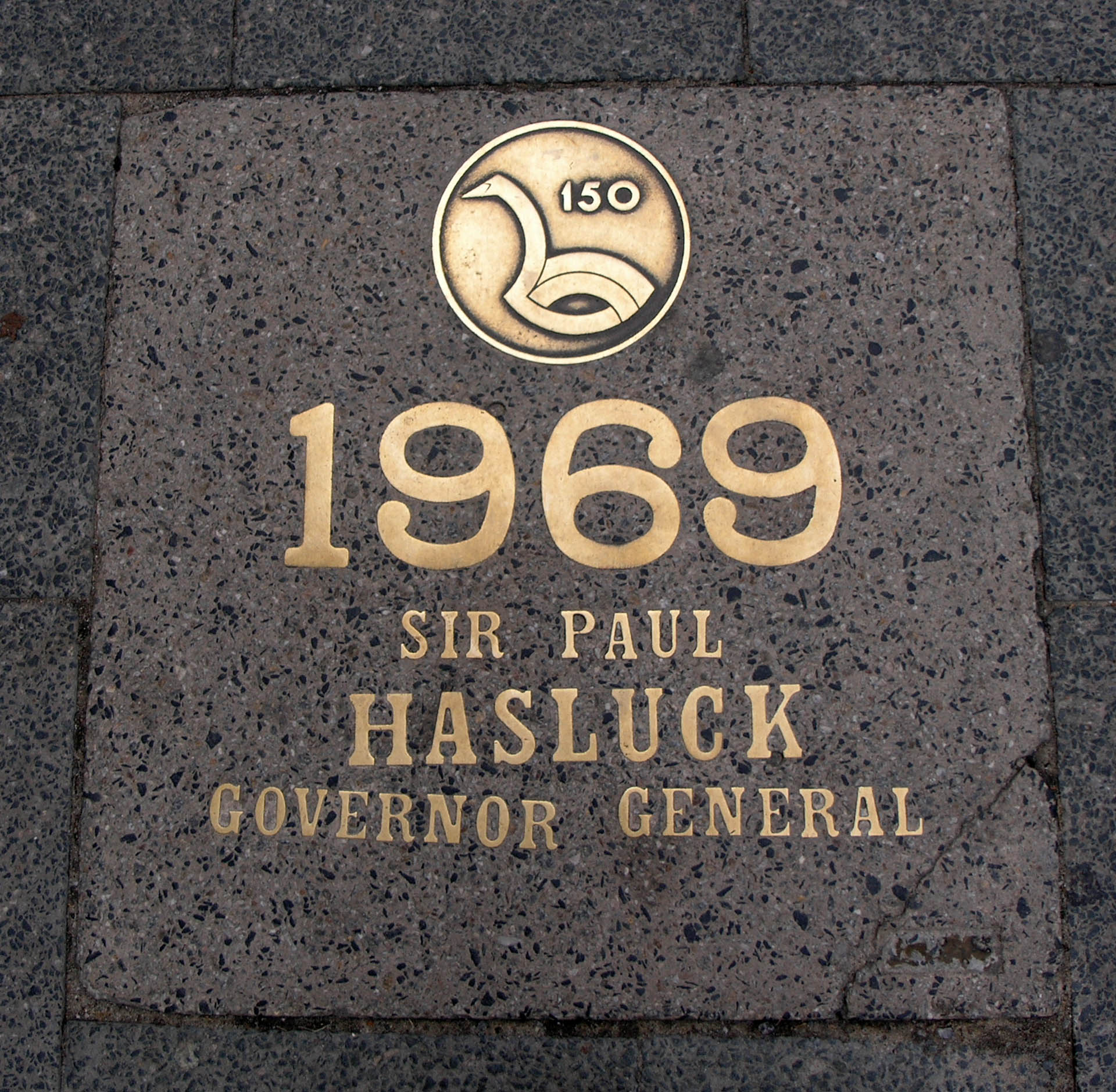
St Georges Terrace, placa de bronze de Pert

### Biográfico
- Mucking About: An Autobiography, Melbourne University Press, 1977, publicado com um novo prefácio, University of Western Australia (Nedlands, Australia), 1994.
- Light That Time Has Made, National Library of Australia (Canberra), 1995.

### Estudos críticos e revisões
- Ryan, Peter (1995). «The clear voice of hope». Books. Quadrant. 39 (12). 77 páginas Review of Light that time has made.
- Peter Ryan, Brief Lives, Duffy & Snellgrove, Sydney, 2004, "Paul Hasluck", pp. 91–104.